# Rosicleia Campos
Rosicleia Cardoso Campos (Rio de Janeiro, 7 de novembro de 1969) é uma judoca brasileira e a atual técnica da Seleção Brasileira de Judô Feminino. Como atleta, integrou a equipe do CR Flamengo e a Seleção Nacional, dos 15 aos 30 anos de idade, por quem disputou duas edições de Jogos Olímpicos, Barcelona, em 1992 e Atlanta, em 1996. No comando da seleção desde 2005, seu trabalho chamou a atenção e, em 2011, ela recebeu o Prêmio Brasil Olímpico (junto com Rubén Magnano) como melhor técnica do país entre todas as modalidades olímpicas.

## Desempenho

### Jogos Olímpicos
| Competição     | Evento | Fase de 32           | Oitavas                  | Quartas              | Semifinais           | Repescagem           | Repescagem           | Repescagem           | Final                | Final |
| Competição     | Evento | Fase de 32           | Oitavas                  | Quartas              | Semifinais           | 1ª fase              | Quartas              | Semifinais           | Final                | Final |
| Competição     | Evento | Adversário resultado | Adversário resultado     | Adversário resultado | Adversário resultado | Adversário resultado | Adversário resultado | Adversário resultado | Adversário resultado | Pos.  |
| -------------- | ------ | -------------------- | ------------------------ | -------------------- | -------------------- | -------------------- | -------------------- | -------------------- | -------------------- | ----- |
| Barcelona 1992 | −66 kg |                      | BEL H. Rakels D waza-ari | Não avançou          | Não avançou          | Não avançou          | Não avançou          | Não avançou          | Não avançou          | 11    |
| Atlanta 1996   | −66 kg | KOR M. Cho D ipon    |                          |                      |                      | CHN X. Wang D yukô   | Não avançou          | Não avançou          | Não avançou          | 17    |